# Ambassade de France en Argentine
L'ambassade de France en Argentine est la représentation diplomatique de la République française auprès de la République argentine. Elle est située à Buenos Aires, la capitale du pays, et son ambassadeur est, depuis 2023, Romain Nadal.

## Ambassade

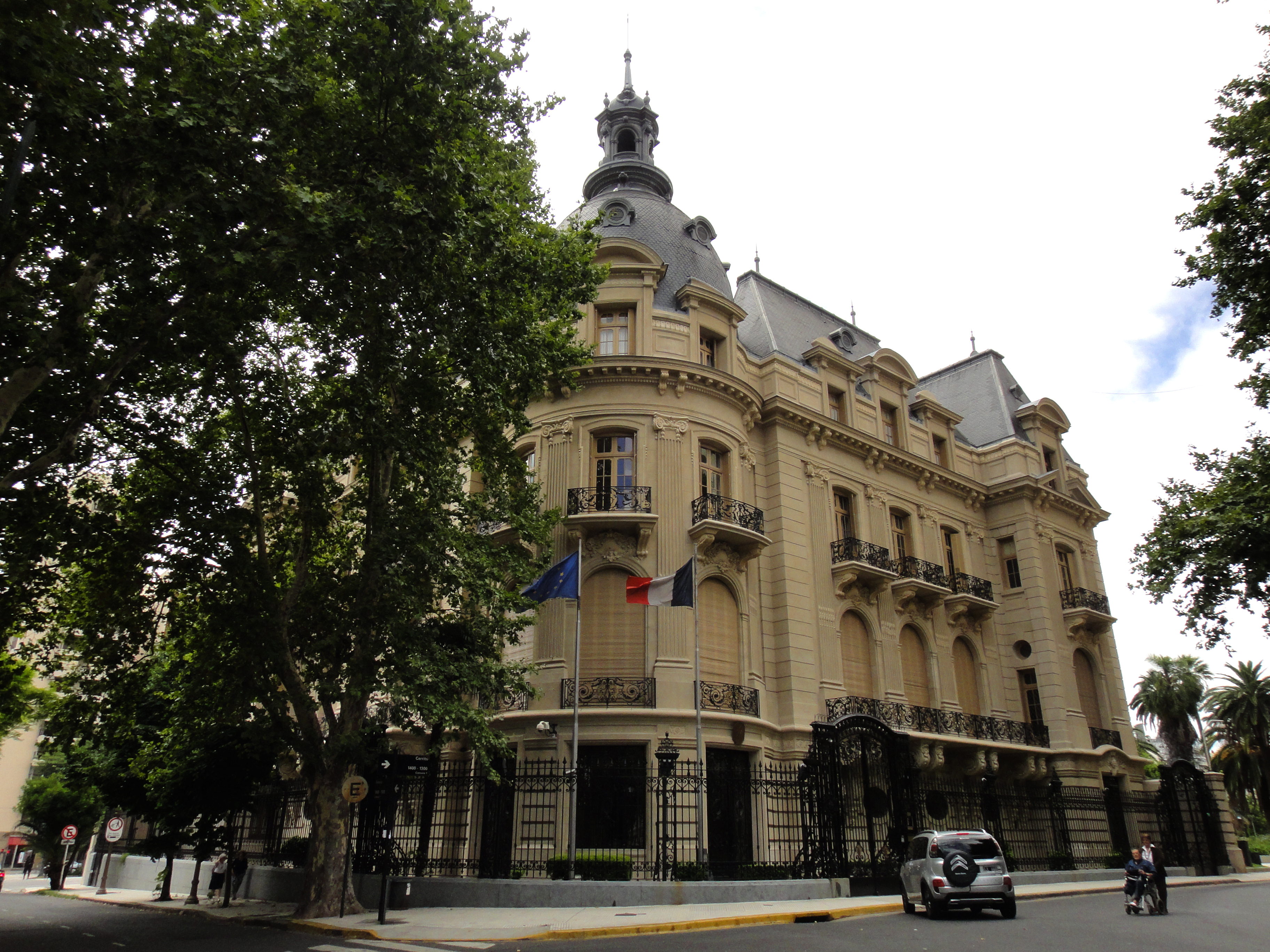
Le palais Ortiz-Basualdo.

L'ambassade occupe l'ancien palais Ortiz-Basualdo, en plein cœur de Buenos Aires. Cet édifice s'élève au nord de l'avenue du 9-Juillet, l'un des principaux axe de la capitale. Le consulat général de France a été officiellement inauguré le 21 septembre 2009 au 1253 Basavilbaso, à quelques rues de la chancellerie.

## Histoire
Un couple de la haute société portègne du début du XXe siècle, Daniel Ortiz-Basualdo et Mercedes Zapiola Eastman, habitué à voyager entre Paris et Buenos Aires, désigne un architecte français, Paul Pater, pour réaliser ce palais dont la construction débute en 1912. Mobilisé pendant la Première Guerre mondiale, ce dernier cède la place à son associé, Eugenio Gant Ner, qui achève les travaux en 1918.
Le style est un subtil mélange d'influences architecturales Louis XV, de décorations asiatiques et de créations extérieures à l'anglaise.
L'édifice et utilisé comme résidence officielle par le prince de Galles, le futur Édouard VIII, en 1925. Après la mort de Danier Basualdo, l'État français s'en porte acquéreur auprès de sa veuve en 1939 et y installe sa représentation diplomatique. La résidence de France, quant à elle, est basée à San Isidro.
Dans les années 1970, le bâtiment se dégrade peu à peu et arrive à la limite de la démolition. Grâce à la pression du gouvernement français, il conserve sa place au cœur du secteur urbain qui est réhabilité.
Considéré comme un des plus beaux bâtiments de Buenos Aires[Par qui ?], la décoration intérieure reprend l'esprit de l'aristocratie de la fin du XIXe siècle, avec de grandes boiseries et des revêtements de marbre.

## Ambassadeurs
| De   | À    | Ambassadeur                             |
| ---- | ---- | --------------------------------------- |
| 1945 | 1948 | Wladimir d'Ormesson                     |
| 1948 | 1951 | Guillaume Georges-Picot                 |
| 1951 | 1955 | Guy de Girard de Charbonnières          |
| 1955 | 1957 | Philippe Baudet                         |
| 1957 | 1958 | Bernard Cornut-Gentille                 |
| 1958 | 1962 | Armand de Blanquet du Chalay            |
| 1962 | 1963 | Jean Paul-Boncour (d)                   |
| 1963 | 1968 | Christian Jacquin de Margerie           |
| 1968 | 1972 | Jean de La Chevardière de La Grandville |
| 1972 | 1976 | Jean-Claude Winckler (d)                |
| 1976 | 1978 | François de La Gorce (d)                |
| 1978 | 1981 | Bernard Destremau                       |
| 1981 | 1984 | Jean-Dominique Paolini (d)              |
| 1984 | 1988 | Antoine Blanca                          |
| 1988 | 1991 | Pierre Décamps (d)                      |
| 1991 | 1993 | Pierre Guidoni                          |
| 1993 | 1997 | Renaud Vignal (d)                       |
| 1997 | 2003 | Paul Dijoud                             |
| 2003 | 2006 | Francis Lott (d)                        |
| 2006 | 2009 | Frédéric Baleine du Laurens             |
| 2009 | 2013 | Jean-Pierre Asvazadourian (tr)          |
| 2013 | 2016 | Jean-Michel Casa                        |
| 2016 | 2019 | Pierre-Henri Guignard (tr)              |
| 2019 | 2023 | Claudia Scherer-Effosse                 |
| 2023 | auj. | Romain Nadal                            |

## Consulats
Le consulat général de France à Buenos Aires est compétent pour l'Argentine et le Paraguay. Le consul général est depuis 2021 Patrick Renard (d).

### Consulats honoraires
Il existe 17 consuls honoraires exerçant à Bahía Blanca, Cordoba, Jujuy, La Plata, Mar del Plata, Mendoza, Neuquén, Puerto Iguazú, Resistencia, Río Gallegos, Rosario, Salta, San Carlos de Bariloche, San Miguel de Tucumán, Santa Fe, Trelew et Ushuaïa.

### Communauté française
Au 31 décembre 2016, 12 327 Français sont inscrits sur les registres consulaires en Argentine. Près de 80 % résident dans le grand Buenos Aires, quelques-uns sont installés dans les provinces de Córdoba, Mendoza et Santa Fe. 85 % des inscrits sont nés en France.
| 2001   | 2002   | 2003   | 2004   |
| ------ | ------ | ------ | ------ |
| 12 406 | 13 490 | 14 092 | 13 844 |

| 2005   | 2006   | 2007   | 2008   |
| ------ | ------ | ------ | ------ |
| 15 065 | 14 811 | 14 283 | 15 225 |

| 2009   | 2010   | 2011   | 2012   |
| ------ | ------ | ------ | ------ |
| 14 854 | 14 234 | 14 390 | 14 444 |

| 2013   | 2014   | 2015   | 2016   |
| ------ | ------ | ------ | ------ |
| 14 577 | 14 548 | 13 456 | 12 327 |

### Circonscriptions électorales
Depuis la loi du 22 juillet 2013 réformant la représentation des Français établis hors de France avec la mise en place de conseils consulaires au sein des missions diplomatiques, les ressortissants français de l'Argentine élisent pour six ans quatre conseillers consulaires. Ces derniers ont trois rôles : 
1. ils sont des élus de proximité pour les Français de l'étranger ;
2. ils appartiennent à l'une des quinze circonscriptions qui élisent en leur sein les membres de l'Assemblée des Français de l'étranger ;
3. ils intègrent le collège électoral qui élit les sénateurs représentant les Français établis hors de France.

Pour l'élection à l'Assemblée des Français de l'étranger, l'Argentine appartenait jusqu'en 2014 à la circonscription électorale de Buenos Aires, comprenant aussi le Chili, le Paraguay et l'Uruguay, et désignant trois sièges. L'Argentine appartient désormais à la circonscription électorale « Amérique Latine et caraïbe » dont le chef-lieu est São Paulo  et qui désigne sept de ses 49 conseillers consulaires pour siéger parmi les 90 membres de l'Assemblée des Français de l'étranger.
Pour l'élection des députés des Français de l’étranger, l'Argentine dépend de la 2e circonscription.